# Gamba Osaka
|  | Denne artikel eller sektion om sport er forældet eller ikke opdateret. Se artiklens diskussionsside eller historik. |

Gamba Osaka (ガンバ大阪 Gamba Ōsaka) er en japansk fodboldklub fra Osaka, der spiller i J. League Division 1. Gamba Osaka har vundet denne liga en enkelt gang i 2005, men den største triumf opnåede klubben med sejr i Asiens Champions League i 2008.

## Historiske slutplaceringer
| Sæson | Niveau | Liga      | Placering | Kilde | Notering |
| ----- | ------ | --------- | --------- | ----- | -------- |
| 2019  | 1.     | J1 League | 7.        | [ 1 ] |          |
| 2020  | 1.     | J1 League | 2.        | [ 2 ] |          |
| 2021  | 1.     | J1 League | 13.       | [ 3 ] |          |
| 2022  | 1.     | J1 League | 15.       | [ 4 ] |          |
| 2023  | 1.     | J1 League | 16.       | [ 5 ] |          |
| 2024  | 1.     | J1 League | 4.        | [ 6 ] |          |

## Nuværende trup
Pr. 9. september 2019.